# Wahlen zum Senat der Vereinigten Staaten 1988
Die Wahlen zum Senat der Vereinigten Staaten 1988 zum 101. Kongress der Vereinigten Staaten fanden am 8. November statt. Sie waren Teil der Wahlen in den Vereinigten Staaten an diesem Tag und fielen mit der Präsidentschaftswahl zusammen, in der George Bush gewählt wurde.
Zur Wahl standen die 33 Sitze der Klasse I, der Senator in Nebraska war für einen verstorbenen Senator ernannt worden. 18 dieser Senatoren gehörten der Demokratischen Partei an, 15 den Republikanern. 23 Senatoren wurden wiedergewählt, 14 Demokraten und 9 Republikaner. Die Demokraten eroberten vier Sitze von den Republikanern und verloren drei. Insgesamt konnten die Demokraten ihre Mehrheit im Senat damit von 54 auf 55 Sitze ausbauen, während die Republikaner von 46 auf 45 Sitze zurückgingen.
Zu Veränderungen nach der Wahl siehe auch Liste der Mitglieder des Senats im 101. Kongress der Vereinigten Staaten.

## Ergebnisse
| Staat         | Amtierender Senator     | Partei       | Ergebnis                   | Neuer Senator           |
| ------------- | ----------------------- | ------------ | -------------------------- | ----------------------- |
| Arizona       | Dennis DeConcini        | Demokrat     | wiedergewählt              | Dennis DeConcini        |
| Connecticut   | Lowell P. Weicker       | Republikaner | Zugewinn Demokraten        | Joe Lieberman           |
| Delaware      | William V. Roth         | Republikaner | wiedergewählt              | William V. Roth         |
| Florida       | Lawton Chiles           | Demokrat     | Zugewinn Republikaner      | Connie Mack             |
| Hawaii        | Spark Matsunaga         | Demokrat     | wiedergewählt              | Spark Matsunaga         |
| Indiana       | Richard Lugar           | Republikaner | wiedergewählt              | Richard Lugar           |
| Kalifornien   | Pete Wilson             | Republikaner | wiedergewählt              | Pete Wilson             |
| Maine         | George J. Mitchell      | Demokrat     | wiedergewählt              | George J. Mitchell      |
| Maryland      | Paul Sarbanes           | Demokrat     | wiedergewählt              | Paul Sarbanes           |
| Massachusetts | Edward Kennedy          | Demokrat     | wiedergewählt              | Edward Kennedy          |
| Michigan      | Donald W. Riegle        | Demokrat     | wiedergewählt              | Donald W. Riegle        |
| Minnesota     | David Durenberger       | Republikaner | wiedergewählt              | David Durenberger       |
| Mississippi   | John C. Stennis         | Demokrat     | Zugewinn Republikaner      | Trent Lott              |
| Missouri      | John Danforth           | Republikaner | wiedergewählt              | John Danforth           |
| Montana       | John Melcher            | Demokrat     | Zugewinn Republikaner      | Conrad Burns            |
| Nebraska      | David Karnes, ernannt   | Republikaner | Zugewinn Demokraten        | Bob Kerrey              |
| Nevada        | Chic Hecht              | Republikaner | Zugewinn Demokraten        | Richard Bryan           |
| New Jersey    | Frank Lautenberg        | Demokrat     | wiedergewählt              | Frank Lautenberg        |
| New Mexico    | Jeff Bingaman           | Demokrat     | wiedergewählt              | Jeff Bingaman           |
| New York      | Daniel Patrick Moynihan | Demokrat     | wiedergewählt              | Daniel Patrick Moynihan |
| North Dakota  | Quentin N. Burdick      | Demokrat     | wiedergewählt              | Quentin N. Burdick      |
| Ohio          | Howard Metzenbaum       | Demokrat     | wiedergewählt              | Howard Metzenbaum       |
| Pennsylvania  | John Heinz              | Republikaner | wiedergewählt              | John Heinz              |
| Rhode Island  | John Chafee             | Republikaner | wiedergewählt              | John Chafee             |
| Tennessee     | Jim Sasser              | Demokrat     | wiedergewählt              | Jim Sasser              |
| Texas         | Lloyd Bentsen           | Demokrat     | wiedergewählt              | Lloyd Bentsen           |
| Utah          | Orrin Hatch             | Republikaner | wiedergewählt              | Orrin Hatch             |
| Vermont       | Robert Stafford         | Republikaner | von Republikanern gehalten | Jim Jeffords            |
| Virginia      | Paul S. Trible          | Republikaner | Zugewinn Demokraten        | Chuck Robb              |
| Washington    | Daniel J. Evans         | Republikaner | von Republikanern gehalten | Slade Gorton            |
| West Virginia | Robert Byrd             | Demokrat     | wiedergewählt              | Robert Byrd             |
| Wisconsin     | William Proxmire        | Demokrat     | von Demokraten gehalten    | Herb Kohl               |
| Wyoming       | Malcolm Wallop          | Republikaner | wiedergewählt              | Malcolm Wallop          |

- ernannt: Senator wurde vom Gouverneur als Ersatz für einen ausgeschiedenen Senator ernannt, Nachwahl nötig.
- wiedergewählt: ein gewählter Amtsinhaber wurde wiedergewählt.